# Francolin peint
Francolinus pictus
Espèce
Statut de conservation UICN

 LC  : Préoccupation mineure
Le Francolin peint (Francolinus pictus) est une espèce d'oiseaux galliforme de la famille des Phasianidae.

## Distribution

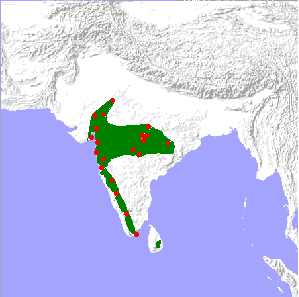
Carte de répartition de l'espèce

Le francolin peint est endémique en Inde. Sa distribution va du Sri Lanka au sud de Gujarat, au centre du Rajasthan, au sud de l’Uttar Pradesh et au nord du Madhya Pradesh. Il est sympatrique avec le francolin noir dans le Rajasthan avec lequel il ne se croiserait pas en raison de différences dans le choix de l’habitat (Hennache & Ottaviani 2011).

## Sous-espèces
D'après la classification de référence (version 5.2, 2015) du Congrès ornithologique international, cette espèce est constituée des trois sous-espèces suivantes :
- F. p. pallidus  (Gray, 1831) : plus pâle et intergrade avec  F. p. pictus dans le centre de l’Inde ;
- F. p. pictus  (Jardine & Selby, 1828). Forme nominale, qui se rencontre dans le sud de l’Inde ;
- F. p. watsoni  Legge, 1880 : endémique au Sri Lanka, se distingue par un plumage beaucoup plus noir surtout sur les parties inférieures, même chez la femelle.

## Habitat
Le francolin peint marque une préférence pour les prairies sèches et les clairières ou lisières arbustives, souvent sur des collines entrecoupées de rivières ou ruisseaux (Madge & McGowan 2002).

## Alimentation
Sa nourriture consiste en graines, pousses et insectes parmi lesquels des termites dont il est très friand. Il se rend quotidiennement aux points d’eau pour s‘abreuver (Madge & McGowan 2002).

## Voix
Cette espèce est moins loquace que le francolin noir. Le mâle chante d’un poste élevé, ou perché sur une branche, la tête dressée, les ailes pendantes, la queue étalée. En saison de reproduction, il chante assez tard le matin, bien après le lever du soleil. D’autres mâles répondent, donnant ainsi lieu à un concert qui peut durer presque deux heures avec de brèves interruptions (Kaul & Howman 1990)

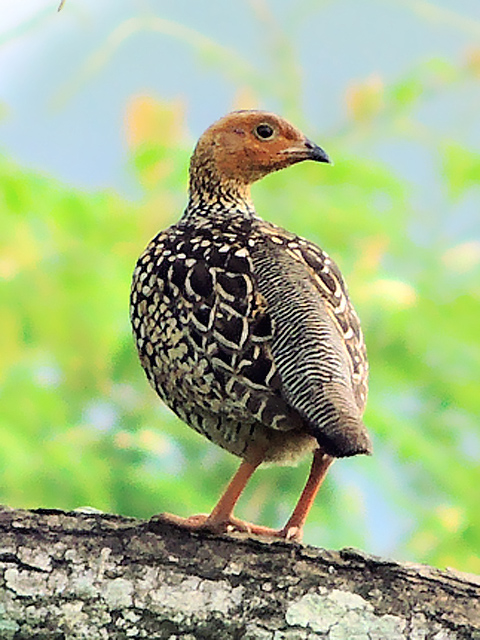

## Nidification
Ce francolin est monogame. La nidification est liée à la saison des pluies, c’est-à-dire de mai à septembre dans la plupart des régions : mai-juin au Sri Lanka, avril-juin dans le centre de l’Inde, septembre plus au nord. Le nid est un simple dépression, bien cachée à l’abri d’un buisson, délimitée par des herbes et des feuilles. La femelle couve seule. Les poussins peuvent voler très tôt sur de courtes distances (Ali & Ripley 1978).

## Statut, conservation
Le francolin peint n’est pas considéré comme menacé ; il est même localement commun en Inde bien que son habitat soit localement menacé par l’extension des terres agricoles (Hennache & Ottaviani 2011). Kaul & Howman (1992) font ainsi part d’une chute drastique des populations dans le district de Jemnagar (Gujarat) à cause du surpâturage. Sa situation est plus critique au Sri Lanka où il est abusivement chassé et où son habitat est victime des feux de brousse.

## Dans la Culture
Le Francolin peint est apparu sur un timbre sri lankais.